# レズビアン

古代より銅はローマの女神ヴィーナスに関連付けられていた。錬金術において銅を表す記号は金星（ヴィーナス）と同様のシンボルマークとなった。このマークは形そのものが手鏡を示しており女性を象徴するものと扱われている。ここではレズビアンのシンボルとして、ライラック色の女性のシンボルを2つ絡めたものを示す。

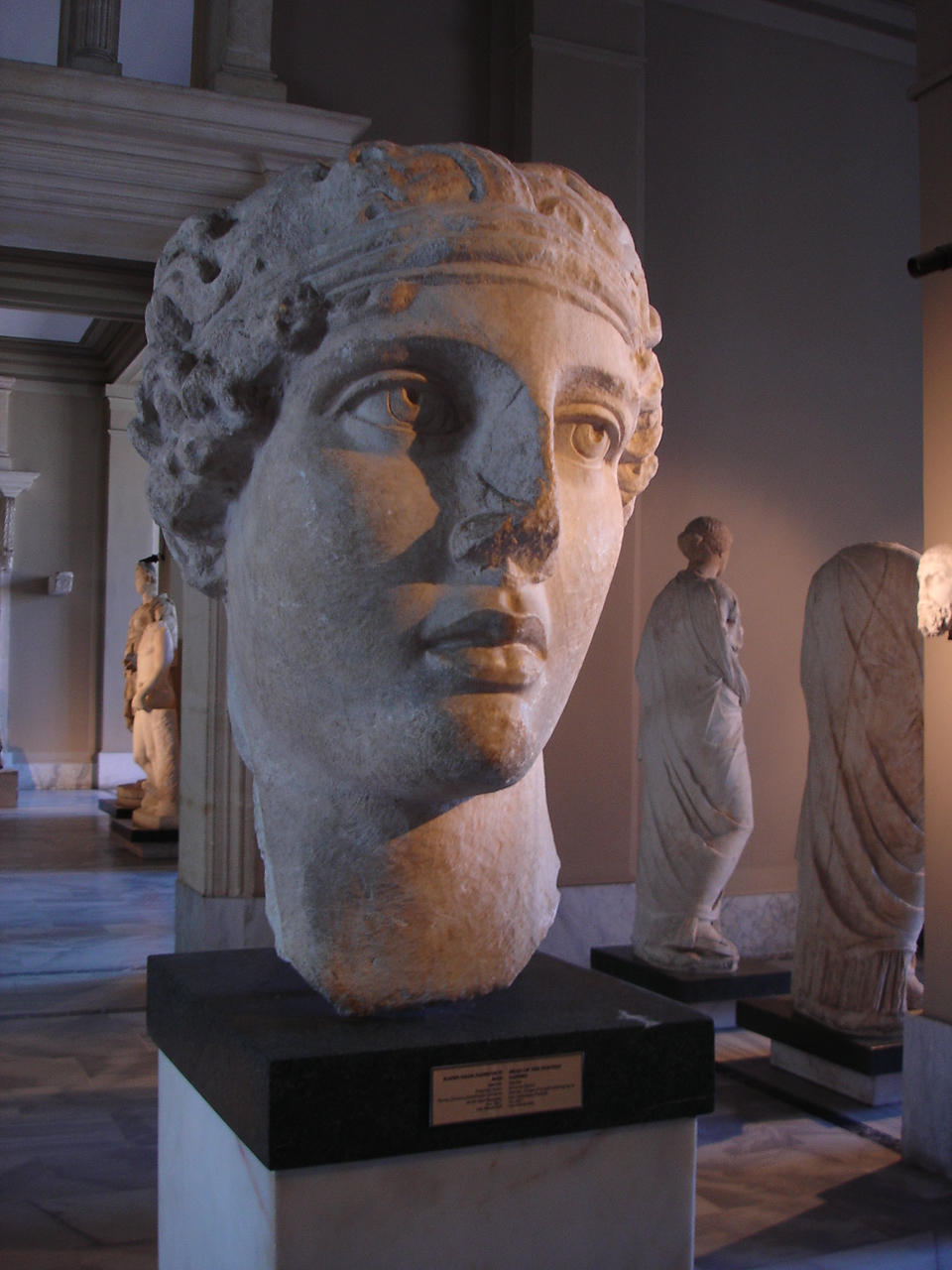
古代ギリシアの女性詩人サッポー像の模刻。

レズビアン（英語: lesbian）とは、女性の同性愛。また、女性の同性愛者のこと。

## 概要
レズビアンは同性愛者の女性を指す。この単語は、性的指向に関わらず、性的アイデンティティや性行動に関連して女性同士の関係性に対しても使用される。
レズビアンの人々の外見やアイデンティティはさまざまである。シスジェンダー、トランスジェンダー、ノンバイナリーなどの性同一性を持つ人もいれば、アセクシュアルやアロマンティックなどの言葉をともなって自分を表現する人もいる。

## 呼称
この言葉の由来は#歴史節のとおりで、これに先立つ lesbianism の語は1870年から記録があるという。また、日本ではホモセクシュアルという言語は、男性の同性愛者のみを連想するが、英語圏ではレズビアンはホモセクシュアル・ウーマンとも定義づけられる。
ほかにややカジュアルな呼称としては「ダイク」（dyke）などがあり、当事者たちも使うことがあるが、一般に俗語のニュアンスは場面や文脈に依存するもので、この言葉も場合によって蔑意の表現にもなり得るため、注意が必要である。
関連概念として、英語: gay は日本語での「ゲイ」の用語が指す主な意味とは異なり、性別を問わず、レズビアンをも指し得る言葉である。同様の言葉にはクィアなどもある。

### 日本語の呼称「ビアン」と「レズ」
略称としては、日本では「ビアン」という言葉が当事者の周辺でよく使われる。これは「レズ」という呼称を嫌った当事者たちが90年代に使い始めたもので、みずからのアイデンティティを積極的に表す言葉であるとされる。
一般には「レズ」という略称がよく聞かれるが、これはときには侮蔑的な場面で使われる場合もあり、テレビ・映画・週刊誌・スポーツ新聞などでは「ホモ」が軽蔑的な文脈で使われることもあるが、少ない例ながらレズも笑いをとる材料にされたり、ポルノ映画にも用いられてきた言葉であることから、不快に感じる当事者も多く、公共的なメディアでは使用を避けたほうが無難であるとされ、各メディアではこの略称の使用は自粛している。

## 歴史

レズビアン・フラッグ

女性同性愛の最も古い記録は、おおよそ紀元前625～570年頃、古代ギリシアのレスボス島に住んでいた女流詩人サッポーとされている。レスボス島がレズビアンの、サッポーの名が「サフィズム」という女性同性愛を示す言葉の語源ともなっている。現代の学説では、サッポーが育んだ教え子である少女との友愛関係は、古代ギリシアにおける同性愛と同様のものとの提唱がなされている。また、レズビアンの関係については古代スパルタ人であるラケダイモン人の間においても一般的であった。プルタルコスは「淑女を性の対象とする女性の間においても、愛は尊重された」と記している。
古代中国史においてもレズビアンに関する詩や物語の記録が残されている。人類学者ライザ・ダルビーの研究によれば、平安時代の日本においてもレズビアンが社会的に受け入れられていたとされている。中世のアラビアにおいてはハーレムを構成する女性達の間での同性愛関係が記録されているが、ときにこれは弾圧された。一例を挙げると、当時の指導者ムーサ・アル・ハディは情交していた2人の少女に対し斬首刑を求刑している。
12世紀、Etienne de Fougèresは、当時のヨーロッパにおいて「まっとうな性」を歩もうとするレズビアン達のいかなる声をも拒絶する社会的な風潮を反映して、社交儀礼に関する自身の著書（Livre des manières、1170年頃）の中で「雄鶏のふりをする雌鳥」と、レズビアンを嘲笑している。

### 日本における歴史
日本におけるレズビアンの歴史は、男性の男色文化などと比べると未解明な部分が多い。女性同士の性愛が文学の主題となり得なかった理由には様々な仮説がある。フェミニストの視点によると、近代的な女性作家が成立する近世以前には、創作活動が男性の占有物だったというジェンダーに由来する問題があったことや、女性が結婚以外の性を堂々と謳歌することが貞操という常識によって封じられたことが考えられる。ただし宗教的な戒律が無かった日本ではレズビアンが不道徳とされることは無かった。
女性作家が活躍する余地のあった13世紀に、日本で最初の女性同士の性愛を明示的に描いた宮廷文学『我身にたどる姫君』が成立しているが、作品に登場する女性たちには「男に娶られたい」という願望と女性同士の性愛が矛盾無く並立しており、近代的な性指向のカテゴリーから言えばレズビアンと言うよりもクィアに近い。男性の衆道と同様に、前近代の女性の性愛は、自らのセクシュアリティを規定する事無くヘテロセクシュアルとホモセクシュアルの間を自由に行き来していたと考えられる。
江戸時代には女装した若衆を買う女性が少なからずおり、葛飾北斎、鳥橋斎栄里、鈴木春信、歌川国麿と言った浮世絵師が女性同士の性交の春画を描いた。古川柳にも女性同士の恋愛を詠んだものがたくさんあった。また女牢の中では日常的に同性愛が行われており、料理屋の裏で同性愛にふける女性たちもいた。大奥・遊女の間でもあったという。例えば大奥老女絵島が侍女の紅葉を寵愛したのが有名である。こうした江戸期のレズビアンは、近代のレズビアン文学に影響を与えたとされる。
明治になって西欧のキリスト教文化や精神医学が流入してきたことにより、レズビアンは否定されるが、女学校、工場、病院、妓樓、監獄など女性のみの集団の中では続いたとされる。
明治30年代の中村小時のように、女性でありながら男装して妾を持ち豪遊した人物もいる。
20世紀に入ると、日本の資本主義社会の発展による自由・退廃の文化と女性の権利向上により、文学上の表現などで復活し、田村俊子・吉屋信子・宮本百合子などがレズビアンを思わせる人物が登場する小説を著した。また現実世界でも、平塚らいてうと尾竹一枝、宮本百合子と湯浅芳子、吉屋信子と門馬千代といった著名人の女性同士の関係が登場していた。また1908年から1910年までの情死501件中、女性同士は18件（3.6％）あり、特に1911年に新潟県親不知海岸で起きた女学校卒業生同士の心中が報道された結果、それまで男色を中心とした男性中心の同性愛への注目から女性中心の同性愛へと認識が転換したとされる（詳しくはエス (文化)を参照のこと）。同時にこの頃から、同性愛を異常視する「変態性欲」の考え方が一般化し、レズビアニズムの変態カテゴリー化が進行した。これは1970年代まで続くことになる。
その後1971年に日本初のレズビアンサークル「若草の会」が登場した。アパートで月1回の集会があり、1回に2・30人が集まったという。会員は5年間で延べ500人になり会誌も発行された。「若草の会」は15年間続き、分派して他のグループを作ったものもいた。また1976年発行の「すばらしい女たち」を皮切りに、1978年には「ザ・ダイク」や「ひかりぐるま」、1982年には「レズビアン通信」とミニコミ誌が次々と作られる。1987年には日本初のレズビアン事務所「れ組スタジオ・東京」が開設された。また、公に出版された日本で初めてのレズビアンについてのレポートである『別冊宝島64 女を愛する女たちの物語: 日本で初めて! 234人の証言で綴るレズビアン・リポート』（宝島社）が出版された。1988年に24歳のライター、掛札悠子（かけふだ・ひろこ）が日本で初めてマスコミに女性同性愛者であることをカミングアウト。
1992年には公に出版された日本で初めてのレズビアン・ゲイの情報ガイド『別冊宝島159号 ゲイの贈り物』（宝島社、1993年『別冊宝島EX ゲイのおもちゃ箱』、1994年『別冊宝島EX ゲイの学生天国』）が発売された。同年には東京国際レズビアン&ゲイ映画祭がスタートし、掛札悠子の『レズビアン」である、ということ』（河出書房新社）が刊行。1994年には東京レズビアン・ゲイ・パレードが行われた。

### アメリカにおける歴史
ヨーロッパではルネサンス期から存在し、アメリカでは19世紀後半に頂点に達した女性同士の「ロマンティックな友情」が存在した。未婚の女性同士の激しい友情をあらわしたが、19世紀中ごろから設立された女子大学により女性の経済的自立がなると女性同士の世帯が登場し、男性との結婚によって中断する必要がなくなったのである。保守的な富裕層や教育を受けられない貧困層とは対照的に、職に就くことが少なくなかった中産階級の女性は女性同士の愛が普通とされる社会で育った。東海岸では「ボストンマリッジ」と呼ばれ、ジェーン・アダムス、M・キャリー・トーマスと言った有名な女性運動家も女性同士で暮らした。もっとも性科学が登場したばかりの当時、自らをレズビアンと認識するものはいなかった。
徐々に広まりつつあった性科学は第一次世界大戦が終わってからアメリカでも常識化し、「ロマンティックな友情」で済まされていた関係をレズビアンとして一般女性から切り離し、フェミニストも含めて「性倒錯」「男の心をもっている」「古い母権制社会への退行者」などと非難し始めた。この新見解は女性たちの間に大混乱をもたらしたが、これを機に自らを神や自然によって運命付けられたレズビアンとして認識し、コミュニティーを作り同性愛に対する刑罰に挑戦する女性も現れた。
1920年代はフロイト理論の広まりによって自由な異性関係とバイセクシュアルの試みが許された時代だった。小説にもレズビアンが登場し、ブロードウェイの芝居でも異性装が大流行した。各地にレズビアンコミュニティが登場し、特にニューヨークのハーレム、グリニッジ・ヴィレッジが有名だったが、バイセクシュアルがはやっても混ざりけのないレズビアンは異常視された。性革命のもとより開放的になった異性愛が健康に不可欠だともてはやされる一方で、同性愛が貶められたのもこの時代である。
1930年代になると大恐慌の影響で性の自由は中断される一方で、医学界も前説を流布し続けていた。自立した女性に対する圧力も高まり、生活が立ち行かなくなってホームレスになるレズビアンのカップルもいた。やむなく男性と結婚しバイセクシュアルで妥協するレズビアンもいた。小説にもレズビアンを否定的に描くものが現れ、レズビアン描写に対する検閲も強まり、女子大学でもかつての「ロマンティックな友情」は見られなくなった。レズビアンにとっては孤独な時代だったが、それでもより多くの女性が自分をレズビアンだと認識し、サブカルチャーを発展させた。
第二次世界大戦中はレズビアンを黙認した軍の女性分隊を始め、工場などさまざまな場所で女性だけの組織が誕生し、レズビアニズムの発展に寄与した。「ロマンティックな友情」の時代とは違って、すべての階層に開かれていた。1950年代に入ると戦争が終わって除隊させられたレズビアンが港町にコミュニティを作り、女性たちの間に広まった寛容さからサブカルチャーが発展した。さらに大都市へのレズビアンの移住が増加し、レズビアン・バーを増大させた。これは後にレズビアンの組織化につながる。
しかし職場に戻り始めた男性を中心に保守的な意見もあり、医学界も同性愛に対する「治療」をビッグビジネスに仕立て上げた。マッカーシズムによる迫害も始まり、多くの同性愛者が公職を追われ、苦しい二重生活を強いられた。それでもサブカルチャーは激増し、初めてのレズビアン団体が現れたのもこのころであった。ただしレズビアンサブカルチャーは60年代を通して主流文化に屈しており、レズビアン団体の加入者も少なかった。キンゼイ・リポートでレズビアンとゲイの比率などが発表されたことは、レズビアンたちを勇気づけた。
しかし1960年代末期になると60年代のフェミニズムや公民権運動を経験した世代がゲイ革命を起こした。1969年のストーンウォールの反乱を契機に、マスコミや医学界、政界にも同性愛に同調する動きが生まれた。解放運動は驚くべき勢いで広まりゲイ男性と共同で反対する政治家と戦った。こうした一連の流れは1970年代においてレズビアン・フェミニストの登場を促した。レズビアンによる独立した平和で自由な社会を理想とする彼女たちは協同組合や職業訓練所の開設を目指し、独自の新聞や小説、音楽でレズビアンを賛美した。しかしあまりにも理想に走りすぎたため分裂対立を繰り返し、できたばかりのコミューンも長続きしなかった。
1980年代に至ると性的に消極的だったレズビアンの性に関して大論争が起こる。レズビアンの性的解放を目指しての動きだったが、むしろ時代はゲイ男性の間にエイズが蔓延したため性に関しては保守的になった。コミュニティも70年代よりは穏健的かつ統一的なり、各民族ごとの小グループが生まれ多様化した。高齢者、肥満者、障害者のレズビアンの活動も活発化した。この結果、同性愛者の人権法が各地で成立した。また母親になるレズビアンが増え、ベビーブームが到来したのもこの時代である。

## レズビアンによるフェミニズム（女性の権利拡張運動）
19世紀後半、多くのレズビアンがその権利（フェミニズム）のために立ち上がった。「ボストンマリッジ（女性同士で築く家庭）」という語がその権利を主張する運動の上で、女性同士の家庭生活を示す言葉として多用された。1970年代～1980年代前半の第二次の運動では、北米や西欧でも新たに多くの賛同を得た。1970年代の終わりごろまでには、学術的な分野の一部ではあるがフェミニズム（ことに女性同性愛者の権利）として認められるようになった。昨今では不満の表現として、この1970年代の同性愛者の権利解放運動が挙げられている。
レズビアンのフェミニズムに関する指導書においては、男性優位社会や資本主義社会、植民地主義社会などが、性別の認識と実際の性別が入り混じることに与える影響が考察され、時としてこれらの社会制度がレズビアンの疎外や不満点のもっともたるものであると記述している。
また、エイドリアン・リッシュは自らのエッセイ「強制的異性愛とレズビアンのあり方」（Compulsory Heterosexuality and Lesbian Existence）の中で、「“色欲的で金銭的で感情的な”女性との接し方」として異性愛を揶揄している。
他の主立った思想家、活動家としてはリタ・メイ・ブラウン（Rita Mae Brown）、Audre Lorde、Marilyn Frye、Mary Daly、Sheila Jeffreysが挙げられる。

## 性の認識

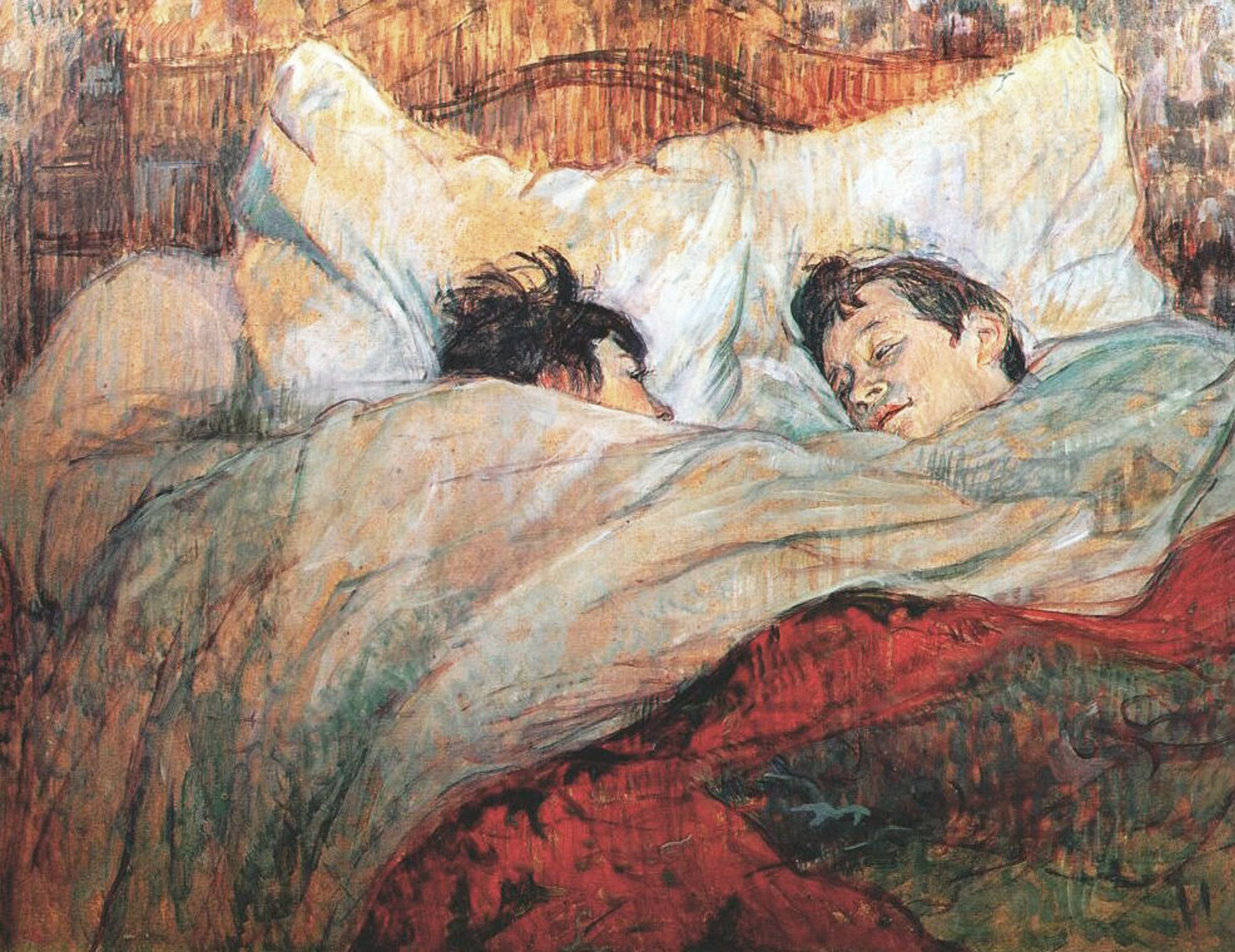
ベッドにて
油絵 1893年 アンリ・ド・トゥールーズ＝ロートレック

女性間の同性愛における性行為は、異性間、男性間のそれと同様に多様である。
2002年に行われた米国医療センターにおける保健調査報告が、2005年に「性行動と特定保健指標：2002年15歳～44歳の米国人男女, Sexual Behavior and Selected Health Measures: Men and Women 15-44 Years of Age, United States, 2002」と題して発表された。その中で15歳～44歳の女性の4.4%が直近12か月以内に他の女性との性的関係を持った、と記されている。また、同じく15歳～44歳の女性への「これまでに他の女性と何らかの性的な関係を持ったことがあるか」との問いに対し、11%が「ある」と答えている。
2024年のギャラップ によるアメリカでの調査によれば、全体の1.4%がレズビアンであると回答している。また、性的少数者のうちレズビアンであると答えたのは14.6%であった。

## 差別
キリスト教社会の欧米では同性愛者は、ソドミー法で長く取り締まられる側におり、WHOは1990年に疾病分類から外すまで、同性愛を疾病（病気）扱いしていた。

## 各国での法制化
1990年代に入るとレズビアンの権利と地位向上を訴えるため、何十ものレズビアン・アベンジャーが組織された。今日ではオランダ、ベルギー、スペイン、ポルトガル、ノルウェー、スウェーデン、アイスランド、カナダ、南アフリカ共和国、アメリカ合衆国等で同性結婚が法制化されているが、まだまだ多くの国に受け入れられていないのが現状である。2004年、マサチューセッツ州は米国で初めて同性結婚を法制化した。
アイスランドの女性政治家、ヨハンナ・シグルザルドッティルは、私生活ではレズビアンで、2009年2月1日首相に就任し、同性愛者を公言した世界初の国家首脳になった。さらに、2010年6月27日に女性脚本家と結婚し、同性結婚をした世界初の国家首脳となった。
対照的にイギリスでは、かつて一度もレズビアンが違法であったことはなく、逆に男性の同性愛が1967年になって初めて合法化された。これはヴィクトリア女王が女性間の性交が可能とは思わず、1885年発布の刑法から女性の同性愛が漏れたためと言われている。1921年、レズビアンを違法とするようフレデリック・マキステン（Frederick Macquisten）下院議員が提議したが、貴族院にて否決された。その決議の中で、当時の貴族院議長バーケンヘッド卿は、「女性が1000人いたとしても、そのうち999人はそのような悪習（同性愛）に手を染めるとは思えぬ」と断じた。1928年、レズビアンを題材とした小説、「寂しさの泉（The Well of Loneliness）」が、公の場で卑猥な表現を行ったとして発売禁止となり、発売認可のための論議を呼んだ。一方で、節度あるレズビアン小説は自由に流通していた。
ユダヤ教の思想では、男性間の同性愛は厳しく非難されるが、女性間のそれには寛大な傾向があった。しかし今日のイスラエルでは例年テルアビブでWorld Pride（同性愛者のパレード）が行われている。
これら西側諸国のような同性愛は、イスラム教国では差別的な法を排除しているトルコを除いては滅多に認められない。サウジアラビア、イエメンでは、懲役、鞭打ち、果ては死刑などの厳しい処罰がなされる。イランでの同性愛を禁ずる法律は、幾分緩和、廃止されてきたと伝えられるが、依然として男性間の同性愛に関しては禁止されている。（イスラーム教徒による性的マイノリティー迫害も参照）

## 家族と育児
レズビアンのカップルの中には、子供を持つことを望んでいるカップルもいる。
オーストラリアでは、最高裁にてレズビアンや独身女性の体外受精を禁止する法案が否決された。この決定の直後、ジョン・ハワード首相はカトリック教会の姿勢を保持する形で最高裁の決定を事実上却下し、体外受精の利用を防ぐために法改正を行った。これはレズビアンや独身女性の権利を主張する諸団体の激しい反発を招いた。
精子提供や、精子バンクの利用、ボランティア精子提供活動（known sperm donors）を利用して子供を持つこともできる。

## 文化

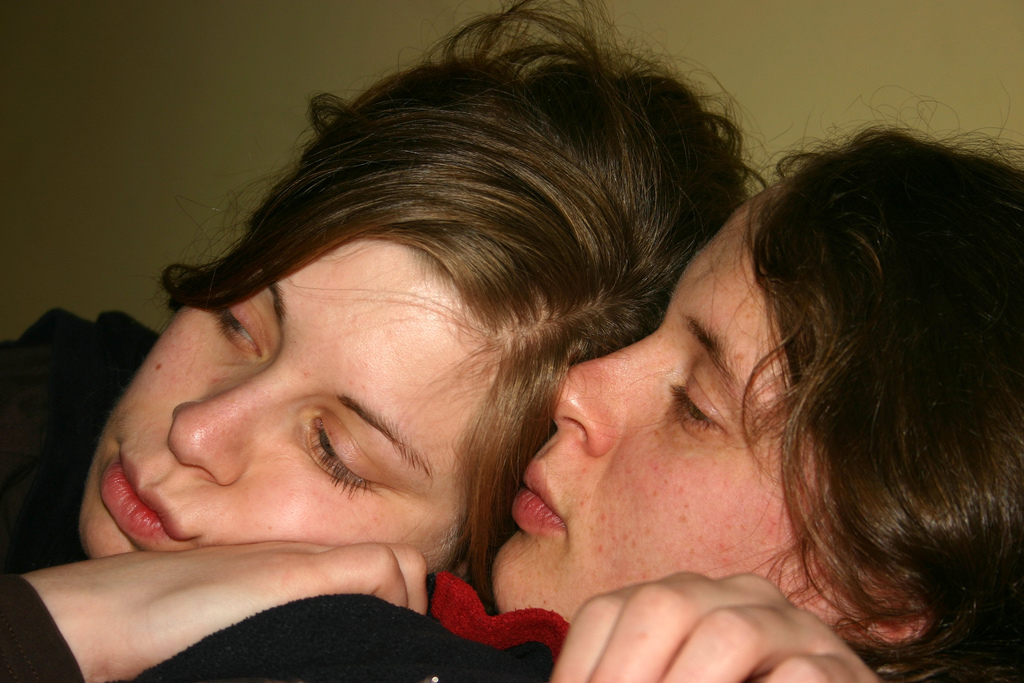
レズビアンのカップル

人類の長い歴史の中では、当然なことながら多数のレズビアンが、芸術・文化の上で活躍してきた。
ヨーロッパでの性科学の影響が出始める20世紀より前にも男性間の同性愛は禁止されていた。また一方で、Karl Heinrich Ulrichs、リヒャルト・フォン・クラフト＝エビング、ハヴロック・エリス、Edward Carpenter、マグヌス・ヒルシュフェルトら性科学者の概念によって、女性同性愛は広く知られるようになった。
ジークムント・フロイトは、著書「性道徳に関する3つの論文, Three Essays on the Theory of Sexuality (1905年)」の中で、性愛の対象を倒錯した（女性が女性として女性を愛する）同性愛者（現在の定義では同性愛は性的倒錯には含まれないが）と共に、男性の特徴を女性が持つことによる（女性が男性として女性を愛する）同性愛について触れている。この「第三の性」については、後にマグヌス・ヒルシュフェルトらによって広められることとなる。フロイトは自らこうした“特殊な”患者を多く診てきたわけではないことを自認していたため、医学的、生物学的見地よりも心理学的な考察に重点を置いた。これらのフロイトの論文が英語圏に知れ渡ったのは1920年代になってからである。当時フロイトの見解は精神医学者らによって否定されていたが、昨今の生物学的研究では、ヒルシュフェルドによる、「第三の性」が同性愛の魅力への解釈との説を裏付ける報告がなされている。
これら性科学と心理学の融合は、多くのレズビアンに関する文化や作品への基調となった。著名な例では、古典的な表現に習うことをやめ、同性愛者の言葉で性を綴った1928年のラドクリフ・ホールの小説「寂しさの泉, The Well of Loneliness」がある。
1980年代以降、レズビアンは音楽界（Melissa Etheridge、k.d.ラング、レディ・ガガ、ジャニス・イアン、Indigo Girlsなど）、女優（ジョディ・フォスター、ポーシャ・デ・ロッシなど）、スポーツ界（マルチナ・ナブラチロワ、ビリー・ジーン・キング）などでカミング・アウトする同性愛者が増えている。著名な女性小説家もレズビアンに関する文章を発表している。また、ビビアンの旅立ち、Go Fish、恋するアナベル、ウォーターメロン・ウーマン、Oranges Are Not The Only Fruit、Everything Relative、ホット・チョコレートなどのレズビアンやバイセクシュアル、トランスジェンダーを扱った映画作品も増えている。Jane Rule、Vin Packer、Ann Aldrich、Ann Bannonらの小説も増刷されている。小説家カミール・パーリアらもレズビアンに共感している。

### メディアにおける描写
レズビアンは、フェミニズム、愛情、性生活、結婚、子育てなどに関連して、メディアの関心事となっている。
日本では2000年代に入ってからのいわゆる「百合」ブームによって、レズビアンをモチーフにしたマンガ・アニメ・小説が多数発表されている。

## レズビアンを題材にした芸術作品

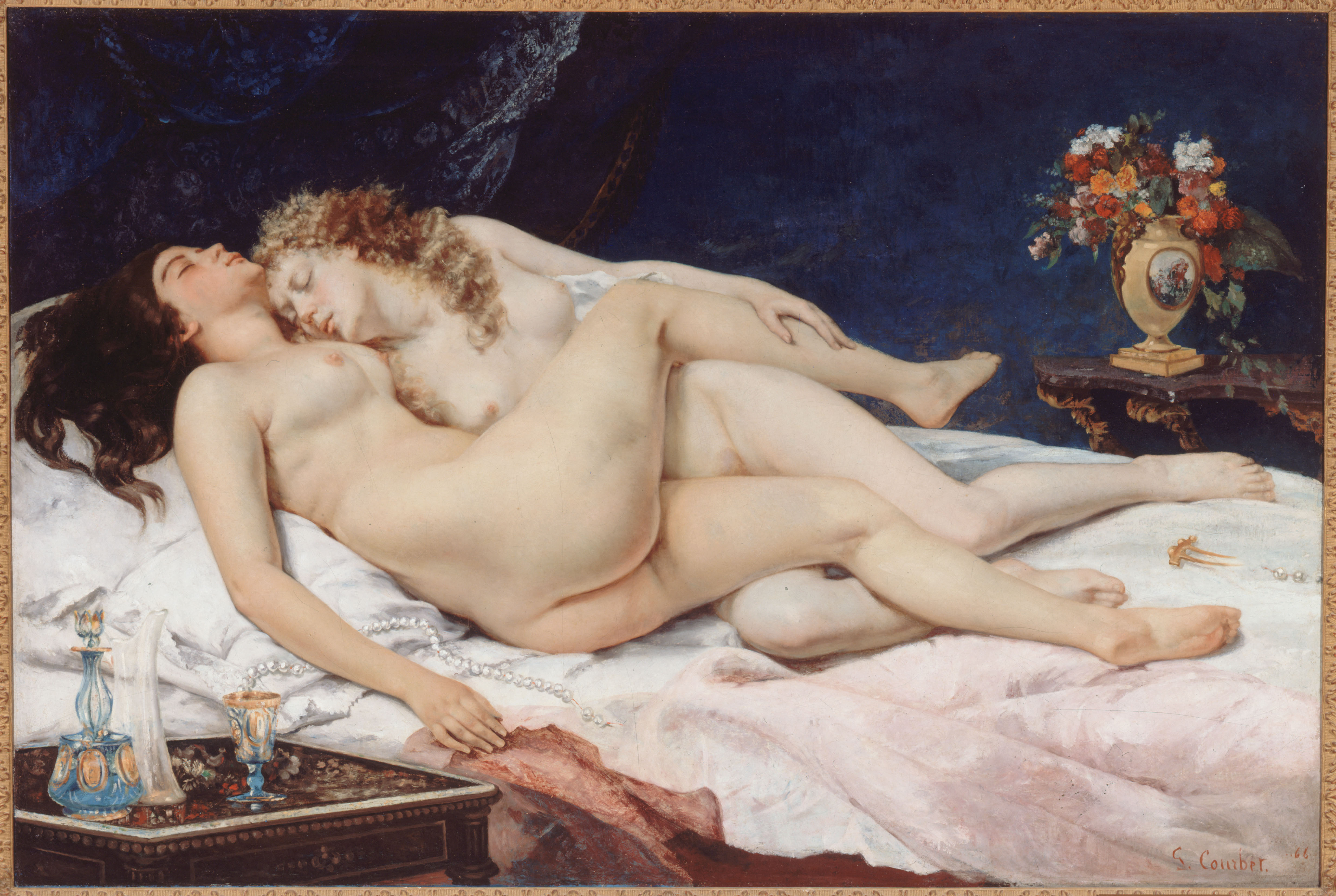
『眠り』 ギュスターヴ・クールベ
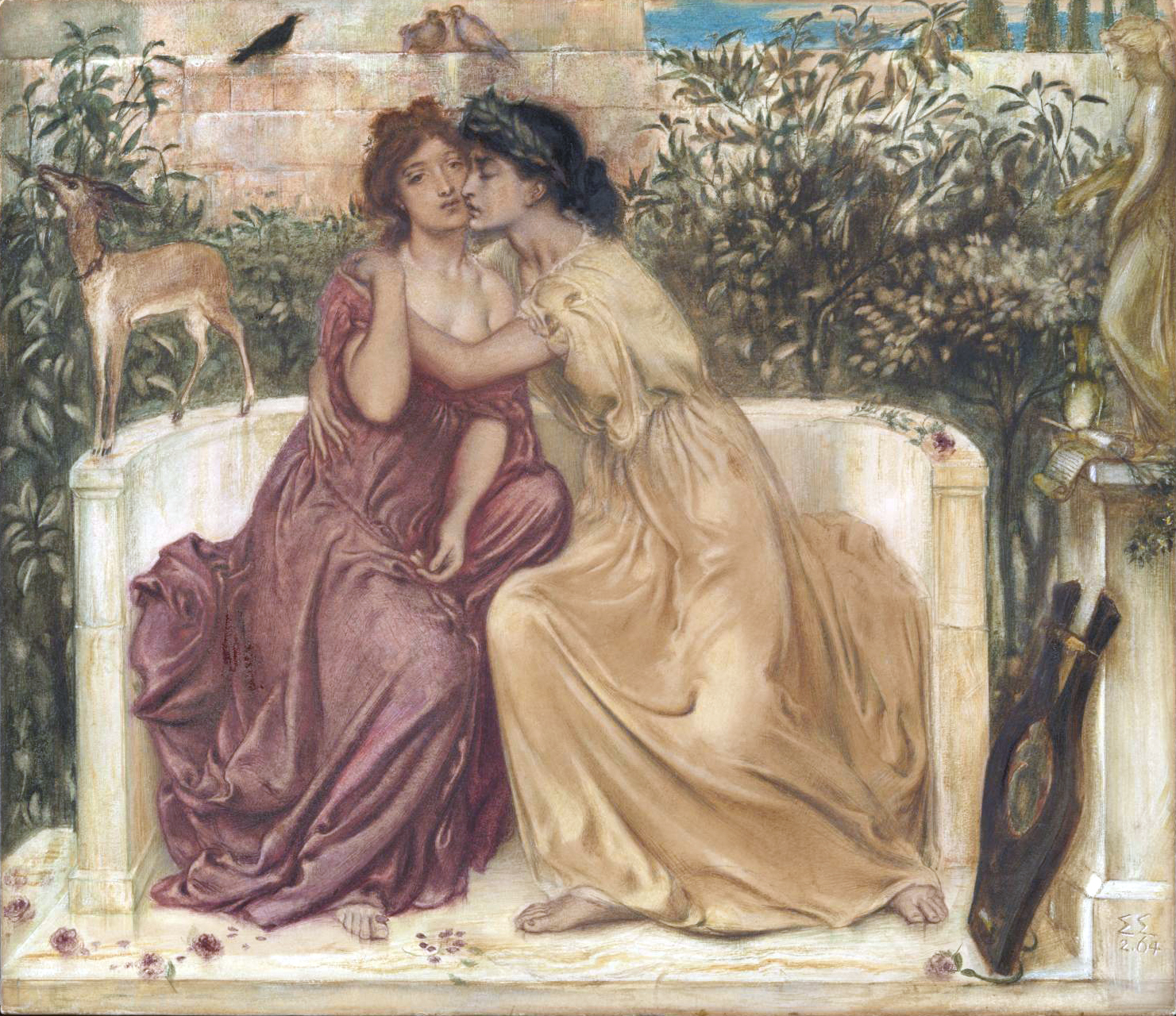
『ミュティレーネーの花園のサッポーとエーリンナ』シメオン・ソロモン
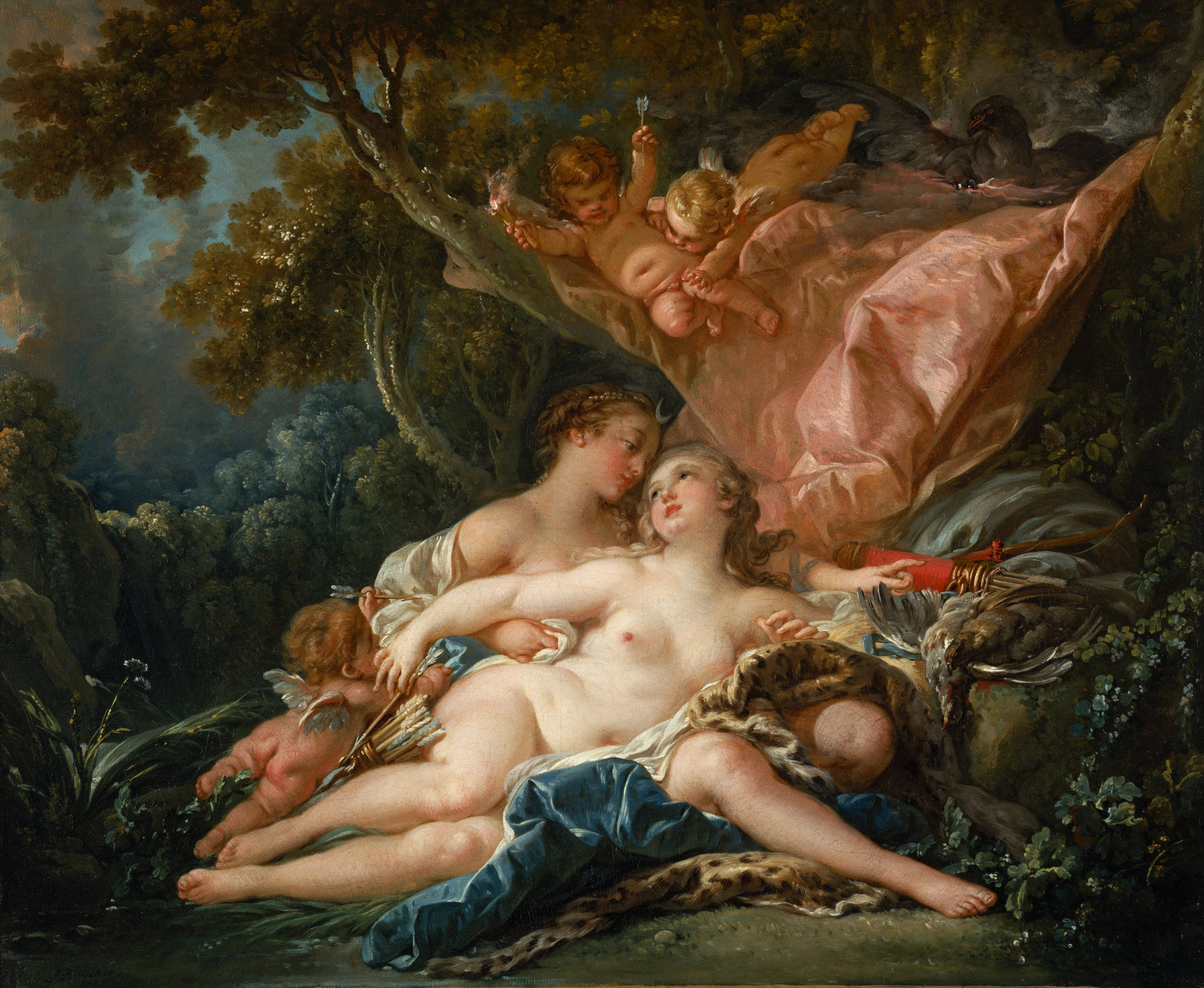
『リベカとエゼキエル』フランソワ・ブーシェ